# Williams FW32
El Williams FW32 fue un monoplaza con el cual compitió en la temporada 2010 de Fórmula 1 el equipo Williams. Fue pilotado por Rubens Barrichello y Nico Hülkenberg.

## Debut
El monoplaza debutó en el Circuito de Cheste el día 1 de febrero de 2010, sin presentación oficial ni sesión de fotos. El encargado de llevarlo a pista fue Rubens Barrichello.

## Resumen de la temporada
El FW32 empezó consiguiendo algunos puntos en las primeras carreras, sobre todo gracias a Rubens Barrichello, pero a partir de la cuarta entró en un bache y se vio superado por sus rivales. Finalmente, las mejoras dan sus frutos en Valencia y Silverstone, con grandes resultados (4º y 5º). La evolución del equipo británico a partir del ecuador del campeonato permite a los hombres de Frank Williams remontar y conseguir el sexto puesto del campeonato y una gran pole a manos de Nico Hülkenberg en Brasil, tras una sequía de poles de 5 años y 99 grandes premios para el equipo inglés (la última había sido en el Gran Premio de Europa de 2005, lograda por Nick Heidfeld).

## Resultados

### Fórmula 1
(Clave) (negrita indica pole position) (cursiva indica vuelta rápida)

| Año  | Motor                  | Neu. | N.º | Pilotos            | 1   | 2   | 3   | 4   | 5   | 6   | 7   | 8   | 9   | 10  | 11  | 12  | 13  | 14  | 15  | 16  | 17  | 18  | 19  | Puntos | Pos. |
| ---- | ---------------------- | ---- | --- | ------------------ | --- | --- | --- | --- | --- | --- | --- | --- | --- | --- | --- | --- | --- | --- | --- | --- | --- | --- | --- | ------ | ---- |
| 2010 | Cosworth CA2010 2.4 V8 | B    |     |                    | BHR | AUS | MYS | CHN | ESP | MON | TUR | CAN | EUR | GBR | GER | HUN | BEL | ITA | SIN | JPN | RCO | BRA | ABU | 69     | 6º   |
| 2010 | Cosworth CA2010 2.4 V8 | B    | 9   | Rubens Barrichello | 10  | 8   | 12  | 12  | 9   | Ret | 14  | 14  | 4   | 5   | 12  | 10  | Ret | 10  | 6   | 9   | 7   | 14  | 12  | 69     | 6º   |
| 2010 | Cosworth CA2010 2.4 V8 | B    | 10  | Nico Hülkenberg    | 14  | Ret | 10  | 15  | 16  | Ret | 17  | 13  | Ret | 10  | 13  | 6   | 14  | 7   | 10  | Ret | 10  | 8   | 16  | 69     | 6º   |